# Minden idők 100 legjobb krimije
A Minden idők 100 legjobb krimije (eredeti angol címe: The Top 100 Crime Novels of All Time) egy 1990-ben megjelent könyv, amelyet a nagy-britanniai krimiíró társaság (Crime Writers' Association, CWA) adott ki. Öt évvel később a Mystery Writers of America (MWA) hasonló tematikájú könyv jelentetett meg az Amerikai Egyesült Államokban The Top 100 Mystery Novels of All Time címmel.

## Lista (CWA)
| Szám | Eredeti cím                                                    | Magyar cím                                    | Szerző                     | Év        |
| ---- | -------------------------------------------------------------- | --------------------------------------------- | -------------------------- | --------- |
| 1    | The Daughter of Time                                           | Az idő gyermeke                               | Josephine Tey              | 1951      |
| 2    | The Big Sleep                                                  | A hosszú álom                                 | Raymond Chandler           | 1939      |
| 3    | The Spy Who Came In From the Cold                              | A kém, aki bejött a hidegről                  | John le Carré              | 1963      |
| 4    | Gaudy Night                                                    |                                               | Dorothy L. Sayers          | 1935      |
| 5    | The Murder of Roger Ackroyd                                    | Az Ackroyd-gyilkosság                         | Agatha Christie            | 1926      |
| 6    | Rebecca                                                        | A Manderley-ház asszonya                      | Daphne du Maurier          | 1938      |
| 7    | Farewell My Lovely                                             | Kedvesem, isten veled!                        | Raymond Chandler           | 1940      |
| 8    | The Moonstone                                                  | Holdgyémánt                                   | Wilkie Collins             | 1868      |
| 9    | The IPCRESS File                                               |                                               | Len Deighton               | 1962      |
| 10   | The Maltese Falcon                                             | A máltai sólyom                               | Dashiell Hammett           | 1930      |
| 11   | The Franchise Affair                                           |                                               | Josephine Tey              | 1948      |
| 12   | Last Seen Wearing …                                            |                                               | Hillary Waugh              | 1952      |
| 13   | Il nome della rosa                                             | A rózsa neve                                  | Umberto Eco                | 1980      |
| 14   | Rogue Male                                                     | Magányos vadász                               | Geoffrey Household         | 1939      |
| 15   | The Long Goodbye                                               | Elkéstél, Terry!                              | Raymond Chandler           | 1953      |
| 16   | Malice Aforethought                                            |                                               | Francis Iles               | 1931      |
| 17   | The Day of the Jackal                                          | A Sakál napja                                 | Frederick Forsyth          | 1971      |
| 18   | The Nine Tailors                                               | Kilenc ütés egy ember                         | Dorothy L. Sayers          | 1934      |
| 19   | Ten Little Niggers Ten Little Indians And Then There Were None | Tíz kicsi néger                               | Agatha Christie            | 1939      |
| 20   | The Thirty-Nine Steps                                          | Harminckilenc lépcsőfok                       | John Buchan                | 1915      |
| 21   | The Collected Sherlock Holmes Short Stories                    | Sherlock Holmes novellák                      | Arthur Conan Doyle         | 1892–1927 |
| 22   | Murder Must Advertise                                          | Jelige: „Gyilkosság” (Lord Peter Wimsey 8.)   | Dorothy L. Sayers          | 1933      |
| 23   | Tales of Mystery & Imagination                                 | (novellák)                                    | Edgar Allan Poe            | 1852      |
| 24   | The Mask of Dimitrios A Coffin for Dimitrios                   |                                               | Eric Ambler                | 1939      |
| 25   | The Moving Toyshop                                             |                                               | Edmund Crispin             | 1946      |
| 26   | The Tiger in the Smoke                                         |                                               | Margery Allingham          | 1952      |
| 27   | The False Inspector Dew                                        | A hamis felügyelő                             | Peter Lovesey              | 1982      |
| 28   | The Woman in White                                             | A fehér ruhás nő A fehérbe öltözött nő        | Wilkie Collins             | 1860      |
| 29   | A Dark-Adapted Eye                                             | A sötétben látó szem                          | Barbara Vine               | 1986      |
| 30   | The Postman Always Rings Twice                                 | A postás mindig kétszer csenget               | James M. Cain              | 1934      |
| 31   | The Glass Key                                                  | Az üvegkulcs                                  | Dashiell Hammett           | 1931      |
| 32   | The Hound of the Baskervilles                                  | A sátán kutyája                               | Arthur Conan Doyle         | 1901–1902 |
| 33   | Tinker, Tailor, Soldier, Spy                                   | Az áruló / Árulás / Suszter, szabó, baka, kém | John le Carré              | 1974      |
| 34   | Trent's Last Case                                              |                                               | E. C. Bentley              | 1913      |
| 35   | From Russia, with Love                                         | From Russia with Love                         | Ian Fleming                | 1957      |
| 36   | Cop Hater                                                      | Halj meg, zsaru!                              | Ed McBain                  | 1956      |
| 37   | The Dead of Jericho                                            |                                               | Colin Dexter               | 1981      |
| 38   | Strangers on a Train                                           | Két idegen a vonaton                          | Patricia Highsmith         | 1950      |
| 39   | A Judgement in Stone                                           |                                               | Ruth Rendell               | 1977      |
| 40   | The Hollow Man The Three Coffins                               |                                               | John Dickson Carr          | 1935      |
| 41   | The Poisoned Chocolates Case                                   | A mérgezett csokoládé rejtélye                | Anthony Berkeley           | 1929      |
| 42   | A Morbid Taste for Bones                                       | A szent csontjai                              | Ellis Peters               | 1977      |
| 43   | The Leper of Saint Giles                                       |                                               | Ellis Peters               | 1981      |
| 44   | A Kiss Before Dying                                            | Csókoltat a halál                             | Ira Levin                  | 1953      |
| 45   | The Talented Mr. Ripley                                        | A tehetséges Mr. Ripley                       | Patricia Highsmith         | 1955      |
| 46   | Brighton Rock                                                  | Brightoni szikla                              | Graham Greene              | 1938      |
| 47   | The Lady in the Lake                                           | Asszony a tóban                               | Raymond Chandler           | 1943      |
| 48   | Presumed Innocent                                              |                                               | Scott Turow                | 1987      |
| 49   | A Demon in My View                                             | Démon képében                                 | Ruth Rendell               | 1976      |
| 50   | The Devil in Velvet                                            |                                               | John Dickson Carr          | 1951      |
| 51   | A Fatal Inversion                                              |                                               | Barbara Vine               | 1987      |
| 52   | The Journeying Boy The Case of the Journeying Boy              |                                               | Michael Innes              | 1949      |
| 53   | A Taste for Death                                              |                                               | P. D. James                | 1986      |
| 54   | The Eagle Has Landed                                           | A sas leszállt                                | Jack Higgins               | 1975      |
| 55   | My Brother Michael                                             |                                               | Mary Stewart               | 1960      |
| 56   | Bertie and the Tin Man                                         |                                               | Peter Lovesey              | 1987      |
| 57   | Penny Black                                                    |                                               | Susan Moody                | 1984      |
| 58   | Game, Set & Match (Berlin Game, Mexico Set, London Match)      |                                               | Len Deighton               | 1984–1986 |
| 59   | The Danger                                                     |                                               | Dick Francis               | 1983      |
| 60   | Devices and Desires                                            |                                               | P. D. James                | 1989      |
| 61   | Underworld                                                     |                                               | Reginald Hill              | 1988      |
| 62   | Nine Coaches Waiting                                           |                                               | Mary Stewart               | 1958      |
| 63   | A Running Duck Fair Game                                       | Fair Game                                     | Paula Gosling              | 1978      |
| 64   | Smallbone Deceased                                             |                                               | Michael Gilbert            | 1950      |
| 65   | The Rose of Tibet                                              |                                               | Lionel Davidson            | 1962      |
| 66   | Innocent Blood                                                 | Ártatlan vér                                  | P. D. James                | 1980      |
| 67   | Strong Poison                                                  |                                               | Dorothy L. Sayers          | 1930      |
| 68   | Hamlet, Revenge!                                               |                                               | Michael Innes              | 1937      |
| 69   | A Thief of Time                                                |                                               | Tony Hillerman             | 1989      |
| 70   | A Bullet in the Ballet                                         |                                               | Caryl Brahms & S. J. Simon | 1937      |
| 71   | Dead Heads                                                     |                                               | Reginald Hill              | 1983      |
| 72   | The Third Man                                                  | A harmadik ember                              | Graham Greene              | 1950      |
| 73   | The Labyrinth Makers                                           |                                               | Anthony Price              | 1974      |
| 74   | The Berlin Memorandum The Quiller Memorandum                   |                                               | Adam Hall                  | 1965      |
| 75   | Beast in View                                                  |                                               | Margaret Millar            | 1955      |
| 76   | The Shortest Way to Hades                                      |                                               | Sarah Caudwell             | 1984      |
| 77   | Running Blind                                                  |                                               | Desmond Bagley             | 1970      |
| 78   | Twice Shy                                                      | Kétszeres ellenszegülés                       | Dick Francis               | 1981      |
| 79   | The Manchurian Candidate                                       |                                               | Richard Condon             | 1959      |
| 80   | Killings at Badger's Drift The Killings at Badger's Drift      |                                               | Caroline Graham            | 1987      |
| 81   | The Beast Must Die                                             |                                               | Nicholas Blake             | 1963      |
| 82   | Gorky Park                                                     | Gorkij Park                                   | Martin Cruz Smith          | 1981      |
| 83   | Death Comes as the End                                         | És eljő a halál…                              | Agatha Christie            | 1945      |
| 84   | Green for Danger                                               |                                               | Christianna Brand          | 1945      |
| 85   | Tragedy at Law                                                 |                                               | Cyril Hare                 | 1942      |
| 86   | The Collector                                                  | A lepkegyűjtő                                 | John Fowles                | 1963      |
| 87   | Gideon's Day Gideon of Scotland Yard                           |                                               | J. J. Marric               | 1955      |
| 88   | The Sun Chemist                                                |                                               | Lionel Davidson            | 1976      |
| 89   | The Guns of Navarone                                           | Navarone ágyúi                                | Alistair MacLean           | 1957      |
| 90   | The Colour of Murder                                           |                                               | Julian Symons              | 1957      |
| 91   | Greenmantle                                                    |                                               | John Buchan                | 1916      |
| 92   | The Riddle of the Sands                                        |                                               | Erskine Childers           | 1903      |
| 93   | Wobble to Death                                                |                                               | Peter Lovesey              | 1970      |
| 94   | Red Harvest                                                    | Véres aratás                                  | Dashiell Hammett           | 1929      |
| 95   | The Key to Rebecca                                             | Kulcs a Manderley-házhoz                      | Ken Follett                | 1980      |
| 96   | Sadie When She Died                                            | Karácsonyi ajándékok                          | Ed McBain                  | 1972      |
| 97   | The Murder of the Maharajah                                    |                                               | H. R. F. Keating           | 1980      |
| 98   | What Bloody Man Is That?                                       |                                               | Simon Brett                | 1987      |
| 99   | Shooting Script                                                |                                               | Gavin Lyall                | 1966      |
| 100  | The Four Just Men                                              | A gyilkos fekete mamba [?]                    | Edgar Wallace              | 1906      |

## Lista (MWA)
| Szám | Eredeti cím                                                       | Magyar cím                                    | Szerző                   | Év        | CWA  | Rangsor / Rangidős |
| ---- | ----------------------------------------------------------------- | --------------------------------------------- | ------------------------ | --------- | ---- | ------------------ |
| 1    | The Complete Sherlock Holmes                                      | Sherlock Holmes történetek                    | Arthur Conan Doyle       | 1887–1927 | Igen | 21, 32             |
| 2    | The Maltese Falcon                                                | A máltai sólyom                               | Dashiell Hammett         | 1930      | Igen | 10                 |
| 3    | Tales of Mystery & Imagination                                    | (novellák)                                    | Edgar Allan Poe          | 1852      | Igen | 23                 |
| 4    | The Daughter of Time                                              | Az idő lánya                                  | Josephine Tey            | 1951      | Igen | 1                  |
| 5    | Presumed Innocent                                                 | Ártatlanságra ítélve                          | Scott Turow              | 1987      | Igen | 48                 |
| 6    | The Spy Who Came In From the Cold                                 | A kém, aki bejött a hidegről                  | John le Carré            | 1963      | Igen | 3                  |
| 7    | The Moonstone                                                     |                                               | Wilkie Collins           | 1868      | Igen | 8                  |
| 8    | The Big Sleep                                                     | A hosszú álom                                 | Raymond Chandler         | 1939      | Igen | 2                  |
| 9    | Rebecca                                                           | A Manderley-ház asszonya                      | Daphne du Maurier        | 1938      | Igen | 6                  |
| 10   | Ten Little Niggers Ten Little Indians en:And Then There Were None | Tíz kicsi néger                               | Agatha Christie          | 1939      | Igen | 19                 |
| 11   | Anatomy of a Murder                                               |                                               | Robert Traver            | 1958      |      |                    |
| 12   | The Murder of Roger Ackroyd                                       | Az Ackroyd-gyilkosság                         | Agatha Christie          | 1926      | Igen | 5                  |
| 13   | The Long Goodbye                                                  | Elkéstél, Terry!                              | Raymond Chandler         | 1953      | Igen | 15                 |
| 14   | The Postman Always Rings Twice                                    | A postás mindig kétszer csenget               | James M. Cain            | 1934      | Igen | 30                 |
| 15   | The Godfather                                                     | A keresztapa                                  | Mario Puzo               | 1969      |      |                    |
| 16   | The Silence of the Lambs                                          | A bárányok hallgatnak                         | Thomas Harris            | 1988      |      |                    |
| 17   | The Mask of Dimitrios A Coffin for Dimitrios                      |                                               | Eric Ambler              | 1939      | Igen | 24                 |
| 18   | en:Gaudy Night                                                    |                                               | Dorothy L. Sayers        | 1935      | Igen | 4                  |
| 19   | Witness for the Prosecution                                       | A vád tanúja (színdarab)                      | Agatha Christie          | 1948      |      |                    |
| 20   | The Day of the Jackal                                             | A Sakál napja                                 | Frederick Forsyth        | 1971      | Igen | 17                 |
| 21   | Farewell My Lovely                                                | Kedvesem, isten veled!                        | Raymond Chandler         | 1940      | Igen | 7                  |
| 22   | The Thirty-Nine Steps                                             | Harminckilenc lépcsőfok                       | John Buchan              | 1915      | Igen | 20                 |
| 23   | Il nome della rosa                                                | A rózsa neve                                  | Umberto Eco              | 1980      | Igen | 13                 |
| 24   | «Преступление и наказание»                                        | Bűn és bűnhődés                               | Fjodor Dosztojevszkij    | 1866      |      |                    |
| 25   | Storm Island en:Eye of the Needle                                 | Tű a szénakazalban                            | Ken Follett              | 1978      |      |                    |
| 26   | Rumpole of the Bailey                                             |                                               | John Mortimer            | 1978      |      |                    |
| 27   | Red Dragon                                                        | Vörös sárkány                                 | Thomas Harris            | 1981      |      |                    |
| 28   | The Nine Tailors                                                  | Kilenc ütés egy ember                         | Dorothy L. Sayers        | 1934      | Igen | 18                 |
| 29   | Fletch                                                            |                                               | Gregory Mcdonald         | 1974      |      |                    |
| 30   | Tinker, Tailor, Soldier, Spy                                      | Az áruló / Árulás / Suszter, szabó, baka, kém | John le Carré            | 1974      | Igen | 33                 |
| 31   | The Thin Man                                                      | A cingár feltaláló                            | Dashiell Hammett         | 1934      |      |                    |
| 32   | The Woman in White                                                | A fehér ruhás nő A fehérbe öltözött nő        | Wilkie Collins           | 1860      | Igen | 28                 |
| 33   | Trent's Last Case                                                 |                                               | E. C. Bentley            | 1913      | Igen | 34                 |
| 34   | Double Indemnity                                                  | Dupla vagy semmi                              | James M. Cain            | 1943      |      |                    |
| 35   | Gorky Park                                                        | Gorkij Park                                   | Martin Cruz Smith        | 1981      | Igen | 82                 |
| 36   | Strong Poison                                                     |                                               | Dorothy L. Sayers        | 1930      | Igen | 67                 |
| 37   | Dance Hall of the Dead                                            |                                               | Tony Hillerman           | 1973      |      |                    |
| 38   | The Hot Rock                                                      | ?                                             | Donald E. Westlake       | 1970      |      |                    |
| 39   | Red Harvest                                                       | Véres aratás                                  | Dashiell Hammett         | 1929      | Igen | 94                 |
| 40   | The Circular Staircase                                            |                                               | Mary Roberts Rinehart    | 1908      |      |                    |
| 41   | Murder on the Orient Express                                      | Gyilkosság az Orient expresszen               | Agatha Christie          | 1934      |      |                    |
| 42   | The Firm                                                          | A cég                                         | John Grisham             | 1991      |      |                    |
| 43   | The IPCRESS File                                                  |                                               | Len Deighton             | 1962      | Igen | 9                  |
| 44   | Laura                                                             |                                               | Vera Caspary             | 1942      |      |                    |
| 45   | I, the Jury                                                       | Én, a bíró                                    | Mickey Spillane          | 1947      |      |                    |
| 46   | Den skrattande polisen                                            | A nevető rendőr                               | Maj Sjöwall & Per Wahlöö | 1968      |      |                    |
| 47   | Bank Shot                                                         | ?                                             | Donald E. Westlake       | 1972      |      |                    |
| 48   | The Third Man                                                     | A harmadik ember                              | Graham Greene            | 1950      | Igen | 72                 |
| 49   | The Killer Inside Me                                              |                                               | Jim Thompson             | 1952      |      |                    |
| 50   | Where Are the Children?                                           | Hová tűntek a gyerekek?                       | Mary Higgins Clark       | 1975      |      |                    |
| 51   | "A" is for Alibi                                                  | A mint alibi                                  | Sue Grafton              | 1982      |      |                    |
| 52   | The First Deadly Sin                                              |                                               | Lawrence Sanders         | 1973      |      |                    |
| 53   | A Thief of Time                                                   |                                               | Tony Hillerman           | 1989      | Igen | 69                 |
| 54   | In Cold Blood                                                     | Hidegvérrel                                   | Truman Capote            | 1966      |      |                    |
| 55   | Rogue Male                                                        |                                               | Geoffrey Household       | 1939      | Igen | 14                 |
| 56   | Murder Must Advertise                                             |                                               | Dorothy L. Sayers        | 1933      | Igen | 22                 |
| 57   | The Innocence of Father Brown                                     | Brown atya ártatlansága                       | G. K. Chesterton         | 1911      |      |                    |
| 58   | Smiley's People                                                   | Csapda                                        | John le Carré            | 1979      |      |                    |
| 59   | The Lady in the Lake                                              | Asszony a tóban                               | Raymond Chandler         | 1943      | Igen | 47                 |
| 60   | To Kill a Mockingbird                                             | Ne bántsátok a feketerigót!                   | Harper Lee               | 1960      |      |                    |
| 61   | Our Man in Havana                                                 | Havannai emberünk                             | Graham Greene            | 1958      |      |                    |
| 62   | The Mystery of Edwin Drood                                        |                                               | Charles Dickens          | 1870      |      |                    |
| 63   | Wobble to Death                                                   |                                               | Peter Lovesey            | 1970      | Igen | 93                 |
| 64   | Ashenden: Or the British Agent                                    | Ashenden, a hírszerző (novellák)              | William Somerset Maugham | 1928      |      |                    |
| 65   | The Seven Per-Cent Solution                                       |                                               | Nicholas Meyer           | 1974      |      |                    |
| 66   | The Doorbell Rang                                                 |                                               | Rex Stout                | 1965      |      |                    |
| 67   | Stick                                                             |                                               | Elmore Leonard           | 1983      |      |                    |
| 68   | The Little Drummer Girl                                           | Kettős szerepben                              | John le Carré            | 1983      |      |                    |
| 69   | Brighton Rock                                                     | Brightoni szikla                              | Graham Greene            | 1938      | Igen | 46                 |
| 70   | Dracula                                                           | Drakula                                       | Bram Stoker              | 1897      |      |                    |
| 71   | The Talented Mr. Ripley                                           | A tehetséges Mr. Ripley                       | Patricia Highsmith       | 1955      | Igen | 45                 |
| 72   | The Moving Toyshop                                                |                                               | Edmund Crispin           | 1946      | Igen | 25                 |
| 73   | A Time to Kill                                                    | Ha ölni kell                                  | John Grisham             | 1989      |      |                    |
| 74   | Last Seen Wearing …                                               |                                               | Hillary Waugh            | 1952      | Igen | 12                 |
| 75   | Little Caesar                                                     |                                               | W. R. Burnett            | 1929      |      |                    |
| 76   | The Friends of Eddie Coyle                                        |                                               | George V. Higgins        | 1972      |      |                    |
| 77   | Clouds of Witness                                                 |                                               | Dorothy L. Sayers        | 1927      |      |                    |
| 78   | From Russia, with Love                                            |                                               | Ian Fleming              | 1957      | Igen | 35                 |
| 79   | Beast in View                                                     |                                               | Margaret Millar          | 1955      | Igen | 75                 |
| 80   | Smallbone Deceased                                                |                                               | Michael Gilbert          | 1950      | Igen | 64                 |
| 81   | The Franchise Affair                                              | A Franchise-ügy                               | Josephine Tey            | 1948      | Igen | 11                 |
| 82   | Crocodile on the Sandbank                                         |                                               | Elizabeth Peters         | 1975      |      |                    |
| 83   | Shroud for a Nightingale                                          | Már megint egy csalogány                      | P. D. James              | 1971      |      |                    |
| 84   | The Hunt for Red October                                          | Vadászat a Vörös Októberre                    | Tom Clancy               | 1984      |      |                    |
| 85   | Chinaman's Chance                                                 |                                               | Ross Thomas              | 1978      |      |                    |
| 86   | The Secret Agent                                                  | A titkosügynök                                | Joseph Conrad            | 1907      |      |                    |
| 87   | The Dreadful Lemon Sky                                            |                                               | John D. MacDonald        | 1975      |      |                    |
| 88   | The Glass Key                                                     | Az üvegkulcs                                  | Dashiell Hammett         | 1931      | Igen | 31                 |
| 89   | A Judgement in Stone                                              |                                               | Ruth Rendell             | 1977      | Igen | 39                 |
| 90   | Brat Farrar Come and Kill Me                                      |                                               | Josephine Tey            | 1950      |      |                    |
| 91   | The Chill                                                         | A másik férfi                                 | Ross Macdonald           | 1963      |      |                    |
| 92   | Devil in a Blue Dress                                             |                                               | Walter Mosley            | 1990      |      |                    |
| 93   | The Choirboys                                                     |                                               | Joseph Wambaugh          | 1975      |      |                    |
| 94   | God Save the Mark                                                 |                                               | Donald E. Westlake       | 1967      |      |                    |
| 95   | Home Sweet Homicide                                               |                                               | Craig Rice               | 1944      |      |                    |
| 96   | The Hollow Man The Three Coffins                                  | A három koporsó                               | John Dickson Carr        | 1935      | Igen | 40                 |
| 97   | Prizzi's Honour Prizzi's Honor                                    | A Prizzik becsülete                           | Richard Condon           | 1982      |      |                    |
| 98   | The Steam Pig                                                     |                                               | James McClure            | 1974      |      |                    |
| 99   | Time and Again                                                    |                                               | Jack Finney              | 1970      |      |                    |
| 100  | A Morbid Taste for Bones                                          | A szent csontjai                              | Ellis Peters             | 1977      | Igen | 42                 |
| 100  | Rosemary's Baby                                                   | Rosemary gyermeke/Rosemary gyereket vár       | Ira Levin                | 1967      |      |                    |

## Fordítás
- Ez a szócikk részben vagy egészben  a   Les cent meilleurs romans policiers de tous les temps című francia Wikipédia-szócikk fordításán alapul.  Az eredeti cikk szerkesztőit annak laptörténete sorolja fel. Ez a jelzés csupán a megfogalmazás eredetét és a szerzői jogokat jelzi, nem szolgál a cikkben szereplő információk forrásmegjelöléseként.